# Grodna (wieś)
Grodna – wieś w Polsce położona w województwie wielkopolskim, w powiecie kolskim, w gminie Grzegorzew.
Wieś szlachecka położona była w drugiej połowie XVI wieku w powiecie łęczyckim województwa łęczyckiego. W okresie II Rzeczypospolitej, do 1921 r. właścicielem majątku Grodna był Stefan Karłowski (1863–1946), a później jego syn Witold Karłowski (1896–1959). Na skutek reformy rolnej majątek Karłowskich został rozparcelowany w 1945 r.
W latach 1975–1998 miejscowość administracyjnie należała do województwa konińskiego.